# 녹산산업북로
녹산산업북로는 부산광역시 강서구 송정동 11번신호등 교차로와 1번신호등 교차로를 잇는 부산광역시의 도로이다. 녹산산업단지 북쪽 지역을 이어주며 시점에서는 부산신항이 조성되면서 건설된 신항동로와 직결된다. 전 구간 부산광역시도 제7707호선에 속한다.

## 주요 경유지
부산광역시
- 강서구 송정동

## 노선
| 이름              | 접속 노선                                                | 소재지     | 소재지 | 비고 |
| ----------------- | -------------------------------------------------------- | ---------- | ------ | ---- |
| 11번신호등 교차로 | 부산광역시도 제88호선 (녹산산업대로)                     | 부산광역시 | 강서구 |      |
| 28번신호등 교차로 | 부산광역시도 제7702호선 (녹산산업중로)                   | 부산광역시 | 강서구 |      |
| 40번신호등 교차로 | 녹산산단27로                                             | 부산광역시 | 강서구 |      |
| 녹송1호교         | 녹산산단17로 녹산산단165로                               | 부산광역시 | 강서구 |      |
| 39번신호등 교차로 | 국가지원지방도 제58호선 부산광역시도 제77호선 (가락대로) | 부산광역시 | 강서구 |      |
| 38번신호등 교차로 | 녹산산단231로                                            | 부산광역시 | 강서구 |      |
| 37번신호등 교차로 | 녹산산단261로 녹산산업북로193번길                        | 부산광역시 | 강서구 |      |
| 36번신호등 교차로 | 녹산산단289로 녹산산업북로221번길                        | 부산광역시 | 강서구 |      |
| 35번신호등 교차로 | 녹산산단321로                                            | 부산광역시 | 강서구 |      |
| 34번신호등 교차로 | 녹산산단381로 녹산산업북로313번길                        | 부산광역시 | 강서구 |      |
| 33번신호등 교차로 | 녹산산단407로                                            | 부산광역시 | 강서구 |      |
| 32번신호등 교차로 | 부산광역시도 제7701호선 (녹산화전로)                     | 부산광역시 | 강서구 |      |
| 31번신호등 교차로 |                                                          | 부산광역시 | 강서구 |      |
| 21번신호등 교차로 | 부산광역시도 제7702호선 (녹산산업중로)                   | 부산광역시 | 강서구 |      |
| 1번신호등 교차로  | 부산광역시도 제77호선 (녹산산업대로)                     | 부산광역시 | 강서구 | 종점 |